# One Young World Summit
One Young World Summit (Akronym: OYW) ist ein seit 2010 jährlich stattfindender internationaler Kongress. Nach eigener Darstellung soll sich der Kongress an „Führungsnachwuchskräfte“ richten, die sich dort über „Zukunftsthemen“ informieren können.

## Beschreibung
Beim One Young World Summit sollen „Nachwuchstalente“ auf Experten aus Wirtschaft, Politik und humanitären Organisationen treffen. Ziel des Summits sei es, Lösungen für globale Herausforderungen in Bereichen wie Bildung, Klima- und Umweltschutz oder bei sozialen Projekten zu entwickeln und die Zukunft positiv und aktiv mitzugestalten. Universitäten und Unternehmen aus der ganzen Welt senden Delegierte zur OYW. Wer nicht über diesen Weg nominiert wird, kann sich bewerben.
Zusammen mit Vanity Fair als Medienpartner veröffentlicht One Young World jedes Jahr die Global Goals List.

## Geschichte und Austragungsorte
One Young World wurde von Kate Robertson und David Jones 2009 als gemeinnützige Organisation in Großbritannien gegründet.
Bisherige Austragungsorte waren:
- 2010: London, erster One Young World Summit
- 2011: Zürich
- 2012: Pittsburgh
- 2013: Johannesburg
- 2014: Dublin
- 2015: Bangkok
- 2016: Ottawa
- 2017: Bogotá
- 2018: Den Haag
- 2019: London, mit Meghan Markle und J.K. Rowling
- 2020: Veranstaltung wurde wegen Corona abgesagt
- 2021: München,[5] mit 1500 Besuchern aus 190 Ländern. Zu den Gastrednern gehörten u. a. Cher, Bob Geldof, Lewis Hamilton, Paris Hilton und Toni Garrn.[6][7]
- 2022: Manchester (ursprünglich sollte der Summit in Tokio stattfinden, aufgrund der strengen Corona-Richtlinien in Japan wurde die Veranstaltung nach England verlegt), mit Duke und Duchess of Sussex,  Bob Geldof, Sylvia Earle, uvw.
- 2023: Belfast[8]
- 2024: Montreal

2025 soll One Young World Summit in München stattfinden.